# Дудочкин, Борис Николаевич
Бори́с Никола́евич Ду́дочкин (род. 1957) — российский искусствовед, специалист по древнерусской иконописи. Автор книг и статей, посвящённых жизни и творчестве Андрея Рублёва. Автор нескольких статей для «Словаря русских иконописцев XI—XVII веков».
Заведующий отделом медиатека Центрального музея древнерусской культуры и искусства имени Андрея Рублева (ЦМиАР), секретарь учёного совета ЦМиАР.